# Muhammad Husayn Haykal
Muhammad Husayn Haykal (محمد حسين هيكل) né le 20 août 1888 à Mansourah et mort le 8 décembre 1956, est un écrivain, journaliste et homme politique égyptien.

## Biographie
Il obtint un Baccalauréat en arts en 1909 puis un doctorat en droit à Paris en 1912 de la Sorbonne. Il fut successivement ministre de l’Éducation, en 1940 et 1944, et président du Sénat, de 1945 à 1950. Il a prôné l’émergence d’une « littérature nationale » coulée « dans les moules occidentaux, afin que les Égyptiens y voient le signe qu’ils sont aussi avancés que l’Occident, et peut-être le devancent, dans les domaines de la civilisation ». Fondateur de la revue al-Siyasa, Haykal est l’auteur de nombreux romans comme Zaynab (1914), composé à Paris, qui est perçu comme une des premières manifestations du développement du genre romanesque dans la littérature arabe contemporaine, (Ainsi fut-elle créée, 1955), ainsi que d’ouvrages historiques (Vie de Mahomet, 1935) et de Mémoires (1951) .